# Сен-Совёр-сюр-Тине
Сен-Совёр-сюр-Тине́ (фр. Saint-Sauveur-sur-Tinée) — коммуна на юго-востоке Франции в регионе Прованс — Альпы — Лазурный берег, департамент Приморские Альпы, округ Ницца, кантон Туррет-Леванс. До марта 2015 года коммуна являлась административным центром одноимённого упразднённого кантона (округ Ницца).
Площадь коммуны — 32,28 км², население — 346 человек (2006) с тенденцией к стабилизации: 347 человек (2012), плотность населения — 10,7 чел/км².

## Население
Население коммуны в 2011 году составляло — 345 человек, а в 2012 году — 347 человек.
| 1962 | 1968 | 1975 | 1982 | 1990 | 1999 | 2006 | 2007 | 2011 | 2012 |
| ---- | ---- | ---- | ---- | ---- | ---- | ---- | ---- | ---- | ---- |
| 420  | 386  | 386  | 368  | 337  | 337  | 346  | 346  | 345  | 347  |

Динамика численности населения:

## Экономика
В 2010 году из 192 человек трудоспособного возраста (от 15 до 64 лет) 153 были экономически активными, 39 — неактивными (показатель активности 79,7 %, в 1999 году — 66,7 %). Из 153 активных трудоспособных жителей работали 145 человек (81 мужчина и 64 женщины), 8 числились безработными (4 мужчины и 4 женщины). Среди 39 трудоспособных неактивных граждан 16 были учениками либо студентами, 13 — пенсионерами, а ещё 10 — были неактивны в силу других причин.
На протяжении 2010 года в коммуне числилось 140 облагаемых налогом домохозяйств, в которых проживало 305,0 человек. При этом медиана доходов составила 19 тысяч 290 евро на одного налогоплательщика.